# Swietłana Samochwałowa
Swietłana Anatoljewna Samochwałowa (ros. Светлана Анатольевна Самохвапова, ur. 20 grudnia 1972 w Moskwie) – rosyjska kolarka torowa i szosowa, pięciokrotna medalistka torowych mistrzostw świata.

## Kariera
Pierwszym sukcesem w karierze Swietłany Samochwałowej było zdobycie złotych medali w indywidualnym wyścigu na dochodzenie i wyścigu punktowym na mistrzostwach świata juniorów. Już rok później została wicemistrzynią świata seniorek w wyścigu punktowym podczas mistrzostw świata w Maebashi. W 1992 roku wystartowała na igrzyskach olimpijskich w Barcelonie, gdzie w indywidualnym wyścigu na dochodzenie była szósta, a rywalizacji w szosowym wyścigu ze startu wspólnego nie ukończyła. Na mistrzostwach świata w Hamar w 1993 roku była druga w wyścigu punktowym, wyprzedziła ją jedynie Holenderka Ingrid Haringa. Kolejne dwa srebrne medale zdobyła podczas mistrzostw świata w Palermo w 1994 roku: w wyścigu punktowym ponownie wygrała Haringa przed Rosjanką, a w wyścigu na dochodzenie była druga za Francuzką Marion Clignet. Ponadto Samochwałowa wygrywała w wyścigu punktowym na mistrzostwach świata w Bogocie w 1995 roku i rozgrywanych rok później mistrzostwach w Manchesterze. Brała także udział w igrzyskach olimpijskich w Atlancie w 1996 roku, ale ponownie nie ukończyła szosowego wyścigu ze startu wspólnego, a w swojej koronnej konkurencji była czwarta, przegrywając walkę o brązowy medal z Lucy Tyler-Sharman z Australii. Pięciokrotnie zdobywała medale szosowych mistrzostw kraju, stawała także na podium zawodów Pucharu Świata w kolarstwie torowym.